# Wentworth (Misuri)
Wentworth es una villa ubicada en el condado de Newton, Misuri, Estados Unidos. Según el censo de 2020, tiene una población de 98 habitantes.

## Geografía
La localidad está ubicada en las coordenadas 36°59′36″N 94°4′32″O / 36.99333, -94.07556. Según la Oficina del Censo de los Estados Unidos, Wentworth tiene una superficie de 0.48 km², correspondientes en su totalidad a tierra firme.

## Demografía
Según el censo de 2020, hay 98 personas residiendo en Wentworth. La densidad de población es de 204.17 hab./km². El 76.53% de los habitantes son blancos, el 7.14% son amerindios, el 1.02% es asiático, el 1.02% es de otra raza y el 14.29% son de una mezcla de razas. Del total de la población, el 8.16% son hispanos o latinos de cualquier raza.